# Edifici al carrer Sant Nicolau 32 d'Alcoi
L'edifici al carrer Sant Nicolau 32, situat a la ciutat d'Alcoi (l'Alcoià), País Valencià, és un edifici residencial d'estil modernista valencià construït l'any 1901, que va ser projectat per l'arquitecte Timoteo Briet Montaud.
L'edifici va ser realitzat per l'arquitecte contestà Timoteo Briet Montaud en 1901 per a la residència particular d'Antonio Vitoria. L'edifici consta de baix destinat a ús comercial i quatre altures, l'última d'elles, sota teulada.
Es tracta d'una obra novella de l'arquitecte, en concret, del primer edifici d'habitatges que realitza. L'edifici explica ja amb certes característiques modernistes que posteriorment desenvoluparà a molts altres edificis.
Es pot entreveure el modernisme valencià en l'ondulació de les baranes de les balconades amb ornamentació vegetal i de forja de ferro en la primera i segona altura, en els dibuixos esgrafiats de la primera altura i en la rematada de l'edifici.